# 札幌市交通局8510形電車
札幌市交通局8510形電車（さっぽろしこうつうきょく8510がたでんしゃ）は、札幌市交通局が1987年に導入した札幌市電の路面電車車両である。

## 概要
8500形の増備車で、700形、710形置き換えのために新製され、1987年（昭和62年）4月10日から運行を開始した。8500形を基本とするが、車体形状では車端の絞りを2段として、運転台と前扉ステップを拡大したほか、車内では8500形で省略していた台車点検蓋を設けた。ブレーキシリンダ、ノッチ段数も電制段を追加する変更がなされた。車輪はシェブロンゴムを用いた弾性車輪から通常の一体車輪とした。704号・713号が代替で廃車となっている。
2012年には素子をRCT-VVVFインバータからIGBTｰVVVFインバータに更新された。
現在、2両とも8500形8502号のような車体更新は行われていない。
|        | 製造      | VVVF更新 | 方向幕更新     | 廃車 |
| ------ | --------- | -------- | -------------- | ---- |
| 8511号 | 1987年3月 | 2012年   | 2014年～2015年 | －   |
| 8512号 | 1987年3月 | 2012年   | 2014年～2015年 | －   |

## 製造
1987年3月に8511号・8512号が川崎重工業で製造された。

## 全面広告車両

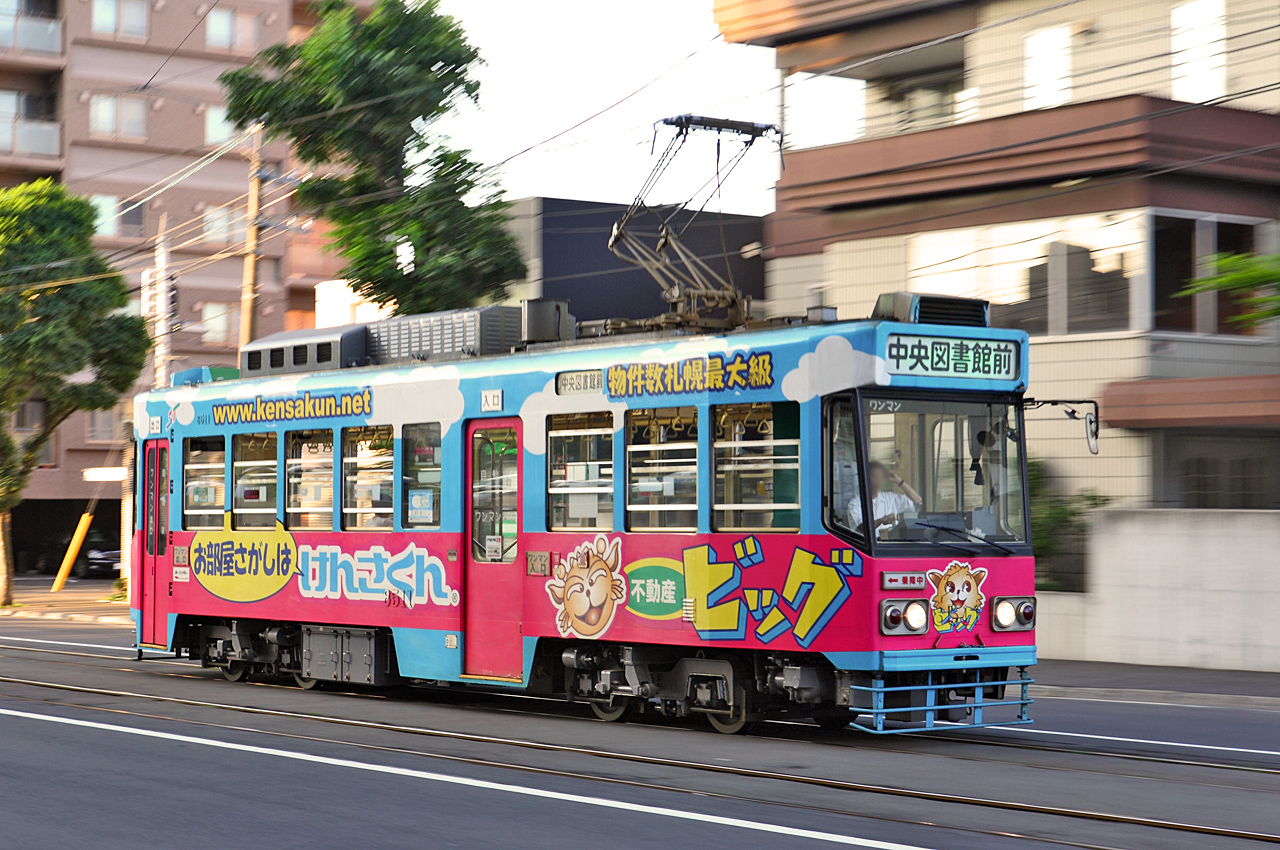
ビッグ広告だった8511号車

2023年9月現在は2両とも通常塗装となっているが、かつては8511号がビッグ、8512号がニッカウヰスキーの全面広告車両となっていた。

## 主要諸元
- 全長：13,000 mm
- 全幅：2,230 mm
- 全高：3,815 mm
- 自重：18 t
- 定員（座席）：100 (34) 人
- 出力・駆動方式：60.0kW×2・平行カルダン式（WNドライブ）
- 制御装置：三菱電機製 VVVFインバータ RCT（SIV-V324-M）→ IGBT（MAP-062-60VD241）
- 台車型式：川崎重工 KW-59